# 光塚大貴
光塚大貴(こうづか　だいき, 1987年12月10日 - )は、兵庫県神戸市出身の歌手、タレント、作詞家である。

## 来歴
出生地は山口県山口市阿知須。A型　身長175cm
6歳で阪神・淡路大震災で被災。山口県へ1年間移住し7歳で大阪へ。8歳の時、ニュージーランド・クライストチャーチに家族と移住、英語のわからなかった彼の楽しみは父のよく聴いていたマイケル・ジャクソンのカセットテープを通学する車中でよく聴いていた。その魅力的なメロディーに聴き惚れ、9歳の誕生日には、マイケル・ジャクソンのミュージックビデオを買ってもらい、ダンスに衝撃をうける。英語がわからなかった彼は踊りを武器に友達を増やした。ビデオを研究し、靴下のカカトが擦り切れるほど毎日真似をして踊っていた。10歳の時、クラス全員の前でダンスを踊り高評価を受け、ダンスを本格的に始めた。ちなみにムーンウォークを伝授したのは、本人の母であると、ライヴ後のインタビューで大貴自身が語っていた。
その後17歳までに、新聞に記載されたり、ゲストダンサー、ニュージーランドナショナルダンスチームへの推薦を受けるなどの数々の功績を残している。しかし年齢がわずかに足りずナショナルチームへの入団は不可となる。
振付師として、クリスマスパレードの（マクドナルド主催）プロデュースなども手掛け才能を発揮する。
帰国後、祖父母の住んでいる山口県へ再び転入する。この時彼は高校2年生。そこで出会った2人のメンバーとダンスヴォーカルユニット「OUTSTYLE」を結成し、ここで大貴はダンス＆ヴォーカリストとして活動する。この時彼が影響を受けた人物とはDA PUMPのISSAさんだとインタビューで話す。
「OUTSTYLE」の結成期間は2年。その間に最優秀賞をはじめ様々な賞を受賞、さらにクラブゲストダンサー、芸能人の前座を務めるなど、高校を卒業するまでに数々の経歴を残した。卒業後は再び神戸へ移り住み、音楽専門学校へ通うも1年もしないうちに辞める。理由は、自分で行動した方が早いからと、のちに本人がライヴ後のインタビューで語っていた。
日々、様々な所でアルバイトをしながら芸能オーディションに受かり、そこで知り合ったヴォーカルの先生のすすめで、上京する。上京後、その先生の紹介でライヴハウスでアルバイトをしながらエルヴィス・プレスリーを歌い音楽の勉強に日々励む。同時にデーブ・スペクターの事務所で勉強しながら芸能界への道へ進む。この間に、様々な場所で歌い、テレビ東京を中心に活動を始める。
2012年には有楽町よみうりホールにて行われた、エルヴィス・プレスリー没後35周年イベントのライヴに出演。
この時のゲストは湯川れい子氏と加山雄三氏であった。
雑誌、司会、モデルなどにもチャレンジし、2013年にソロライヴを本格的に活動する。そしてアルバイト先のライヴハウスで現在のザ・ジュリアンズの原点となるザ・ブルーバードを横山秀介と結成。1年後、再びソロシンガーとして、東日本義援金ライヴ、刑務所の慰問コンサート、地域安全運動ライヴなど社会に貢献し表彰される。
2015年に開催されたジャパニーズ・エルヴィス・コンサートでは全国3位に入る。独自の甘いハイトーンヴォイスとダンスパフォーマンスにより湯川れい子より、1位の評価を受ける。その後再び横山秀介とG.Sシンガーとしてザ・ジュリアンズを結成。
ファーストシングルはジャッキー吉川とブルーコメッツの三原綱木によるプロデュースで、愛のメリーゴーランド〜ふたりの山手線〜、愛のくちづけの両A面シングルで、2018年2月28日にメジャーデビュー。
これを機にザ・ジュリアンズは、ネットテレビ、ラジオ、グループ・サウンズサマーカーニバル、グループ・サウンズフェスティバルのオープニングアクト、ワンマンライヴでは大御所のグループ・サウンズプレイヤーをゲストとし、コラボをするなど後継者として責任を果たす。
グループ・サウンズの初期とも言われる、アウト・キャストのベーシストの大野良治をスペシャルゲストとしてワンマンライヴに招いた際、光塚大貴が全面プロデュースを大野に依頼する。2019年12月にレコーディングが始まる。
チェッカーズや中森明菜などの作詞を手掛けた売野雅勇と、キャンディーズの曲を多数手掛けた穂口雄右が作曲した「Yabe! Yabe! Yabe!」「悲しみのミッシェル」の2曲、そして光塚大貴 作詞、横山秀介 作曲、井上義之 編曲の「キャンディー・キャンディー」で2020年4月29日マキシシングルデビュー。「Yabe! Yabe! Yabe!」は「デリカC」というタイトルの候補もあった。プロモーションビデオは新型コロナウイルスを中心とした作品だが、本来は環境汚染、原発、災害などをテーマにする目的とした曲の予定だったと、のにち本人は語っている。
2023年、再びソロで活動を本格的に再開する。